# District de Pallpata
Au Pérou, le district de Pallpata est l’un des huit districts de la province d'Espinar située dans le département de Cusco.